# 盧芳 (東漢)
盧芳（?—?），字君期，安定郡三水县人。新朝末东漢初期群雄之一，曾在北方边境一度称帝。兄名盧禽。弟名盧程。

## 生平
盧芳自称先祖為汉武帝與匈奴昆邪王姐的後代，自己為漢武帝曾孫劉文伯，与三水县的北方民族共同起兵。更始二年（24年），更始帝劉玄遷都長安，任命盧芳为騎都尉，命他鎮抚安定以西。
更始三年（25年），更始政权滅亡后，三水的豪傑擁立自称漢朝皇族的盧芳为上将軍、西平王，与西羌、匈奴缔結和約。匈奴单于（呼都而尸道皋若鞮单于）派句林王迎接盧芳、盧禽、盧程入匈奴，擁立盧芳为漢皇帝。
东汉建武四年（28年），呼都而尸道皋若鞮单于遣無楼且渠王与割据并州的李興、閔堪和親結盟，漢皇帝盧芳返還内地。建武五年（29年），盧芳被李興、閔堪迎入五原郡九原县为都，割据北方边境五原、朔方、雲中、定襄、雁門五郡。
建武六年（30年），盧芳誅殺心腹五原郡太守李興兄弟，朔方郡太守田颯、云中郡太守橋扈恐惧，反對盧芳而投降光武帝劉秀。东漢大司馬吴漢、驃騎大将軍杜茂数次討伐盧芳，没有成功。建武十二年（36年），盧芳进攻雲中郡，留守九原的部将隨育胁迫盧芳降伏光武帝，盧芳放棄軍队，逃往匈奴。
建武十六年（40年），盧芳入居代郡高柳县，以閔堪之兄閔林为使者，向光武帝表示投降。光武帝封盧芳为代王，閔堪为代相，閔林为代国太傅，盧芳负责汉朝与匈奴修好的事务。建武十七年（41年），盧芳入朝，在向洛陽途中，光武帝下詔命盧芳延期至明年（建武十八年）入朝。盧芳疑心皇帝猜忌，在代地再反汉朝，与闵堪、閔林在高柳县互相攻打数月，匈奴派兵将其与妻室接走，盧芳入匈奴十数年病死。

## 遺址
有學者認為，現今俄羅斯城市阿巴坎境內的中国式建築宫殿城址阿巴坎遺址是盧芳生前所建立的遺址群。但也有意見認為阿巴坎遺址是李陵的居處，綜說紛紜。

## 纪年
| 盧芳     | 元年     | 二年 | 三年 | 四年 | 五年 | 六年 | 七年 | 八年 | 九年   | 十年   | 十一年 | 十二年 | 十三年 | 十四年 | 十五年 | 十六年 |
| -------- | -------- | ---- | ---- | ---- | ---- | ---- | ---- | ---- | ------ | ------ | ------ | ------ | ------ | ------ | ------ | ------ |
| 公元     | 25年     | 26年 | 27年 | 28年 | 29年 | 30年 | 31年 | 32年 | 33年   | 34年   | 35年   | 36年   | 37年   | 38年   | 39年   | 40年   |
| 干支     | 乙酉     | 丙戌 | 丁亥 | 戊子 | 己丑 | 庚寅 | 辛卯 | 壬辰 | 癸巳   | 甲午   | 乙未   | 丙申   | 丁酉   | 戊戌   | 己亥   | 庚子   |
| 汉更始帝 | 更始三年 |      |      |      |      |      |      |      |        |        |        |        |        |        |        |        |
| 隗囂     | 復漢三年 | 四年 | 五年 | 六年 | 七年 | 八年 | 九年 | 十年 | 十一年 | 十二年 |        |        |        |        |        |        |
| 漢光武帝 | 建武元年 | 二年 | 三年 | 四年 | 五年 | 六年 | 七年 | 八年 | 九年   | 十年   | 十一年 | 十二年 | 十三年 | 十四年 | 十五年 | 十六年 |
| 公孫述   | 龍興元年 | 二年 | 三年 | 四年 | 五年 | 六年 | 七年 | 八年 | 九年   | 十年   | 十一年 | 十二年 |        |        |        |        |
| 劉盆子   | 建世元年 | 二年 | 三年 |      |      |      |      |      |        |        |        |        |        |        |        |        |

## 延伸阅读
[在维基数据编辑]
 《後漢書·卷12》，出自范晔《後漢書》